# SoftBank
SoftBank Group Corp. (ソフトバンクグループ株式会社 SofutoBanku Gurūpu Kabushiki-gaisha?) es un conglomerado multinacional japonés con sede en Minato, Tokio, que se centra en la gestión de inversiones. El Grupo invierte principalmente en empresas que operan en los sectores de tecnología, energía y finanzas. También administra Vision Fund, el fondo de capital de riesgo enfocado en tecnología más grande del mundo, con más de $100 mil millones en capital. Los inversores de fondos incluyen fondos soberanos de riqueza de países de Oriente Medio.
La empresa es conocida por el liderazgo de su controvertido fundador y principal accionista Masayoshi Son. Opera en banda ancha, telecomunicaciones de línea fija, comercio electrónico, tecnología de la información, finanzas, medios y marketing, y otras áreas. SoftBank Corporation, su filial escindida y antigua empresa insignia, es el tercer proveedor de servicios inalámbricos más grande de Japón, con 45,621 millones de suscriptores a marzo de 2021.
SoftBank se clasificó en la lista Forbes Global 2000 de 2017 como la 36.ª empresa pública más grande del mundo y la segunda empresa que cotiza en bolsa más grande de Japón después de Toyota.
El logotipo de SoftBank se basa en la bandera de Kaientai, una empresa comercial naval fundada en 1865, cerca del final del Shogunato Tokugawa, por Sakamoto Ryōma.
Aunque SoftBank no se afilia a ningún keiretsu tradicional, tiene estrechos vínculos con Mizuho Financial Group, su principal prestamista.

## Historia

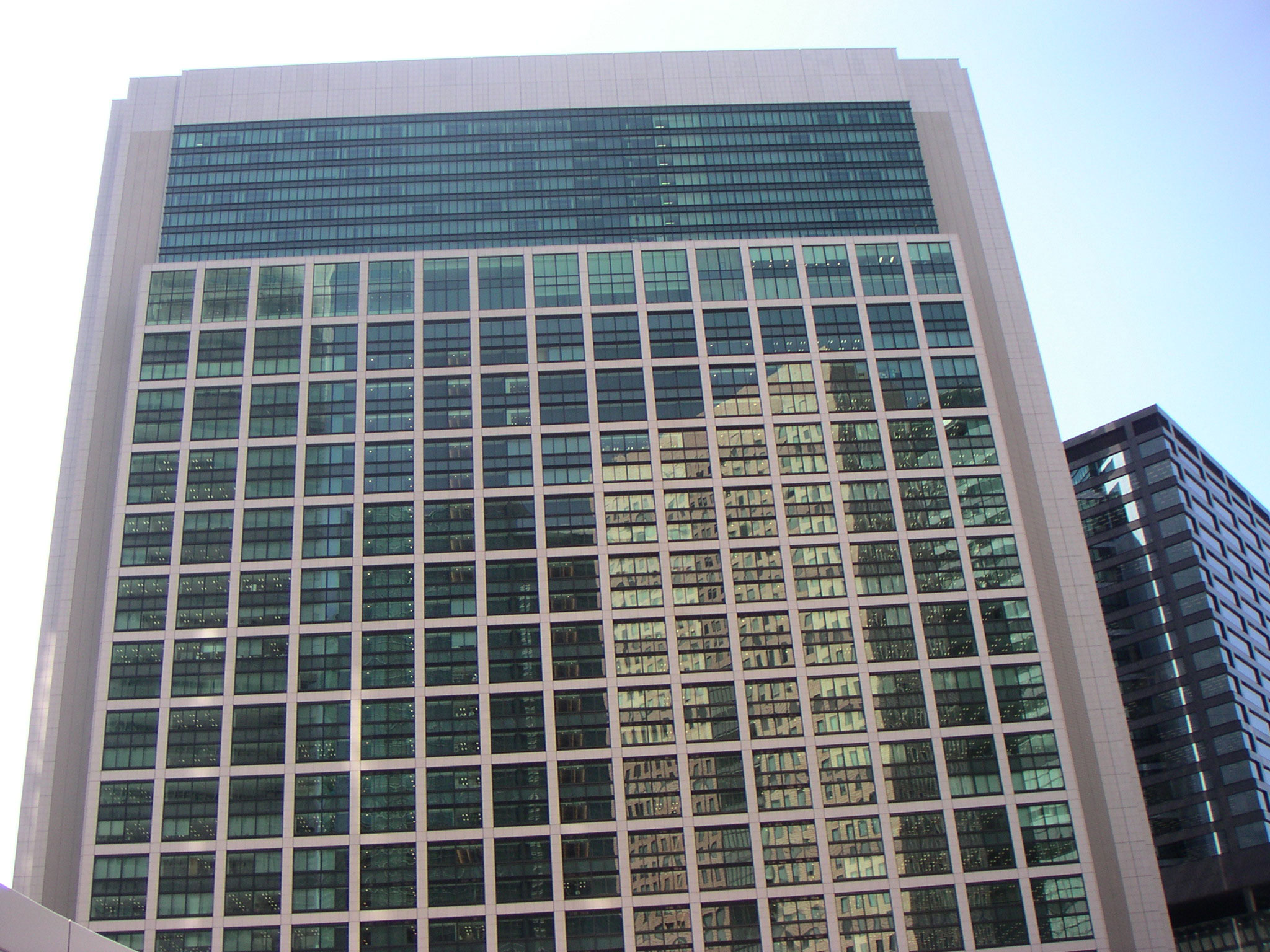
SoftBank Corp.

### Fundación y primeros años
SoftBank fue fundado en septiembre de 1981 como SOFTBANK Corp por Masayoshi Son, que entonces tenía 24 años, inicialmente como distribuidor de software. La compañía ingresó al negocio editorial en mayo de 1982 con los lanzamientos de Oh! PC y ¡Oh! Revistas MZ, sobre computadoras NEC y Sharp respectivamente. Oh!PC tenía una circulación de 140.000 copias en 1989. Continuaría hasta convertirse en la editorial más grande de Japón de revistas y ferias comerciales de tecnología y computación.
En 1994, la empresa se hizo pública, valorada en 3,000 millones de dólares. En septiembre de 1995, SoftBank acordó comprar la editorial estadounidense Ziff Davis por 2,100 millones de dólares.

### Expansión 1995-2009
En la década de 1990, Son hizo grandes inversiones en servicios de internet y en la llamada nueva economía en general. SoftBank compró COMDEX a The Interface Group el 1 de abril de 1995 por 800 millones de dólares y ZDI el 29 de febrero de 1996. SoftBank vendió COMDEX a Key3Media, una escisión de Ziff Davis, en 2001. En 1996, SoftBank formó una empresa conjunta con la empresa estadounidense de Internet Yahoo!, creando Yahoo! Japón, que se convertiría en un sitio dominante en el país.
En otra inversión muy publicitada, SoftBank compró el 80% de los fabricantes de memorias Kingston Technology en 1996. Cuando los propietarios-fundadores (John Tu y David Sun) anunciaron planes para distribuir $100 000 000 de la ganancia inesperada de $1500 millones a los empleados de Kingston, se creó un perfil muy alto revuelo mediático que duró hasta la temporada navideña de 1996; estuvo en todas las redes estadounidenses, así como en los medios internacionales. Unos años más tarde, en 1999, después de que el mercado de la memoria se debilitara sustancialmente, SoftBank vendió la empresa con pérdidas a los propietarios originales por aproximadamente un tercio del precio original.
En octubre de 1999, SoftBank se convirtió en una sociedad de cartera. En 2000, SoftBank realizó su inversión más exitosa: $20 millones en una empresa de Internet china entonces incipiente llamada Alibaba. Esta inversión se convirtió en $60 mil millones cuando Alibaba se hizo pública en septiembre de 2014.
En febrero de 2000, se fundó SoftBank Ventures Asia bajo el liderazgo de Masayoshi Son para centrarse en la inversión en empresas de Internet con sede en Corea.
Tienda SoftBank en Ibaraki, Osaka, Japón.
El 28 de enero de 2005, SoftBank se convirtió en propietario de los Fukuoka SoftBank Hawks, un equipo de la liga Japonesa de Béisbol Profesional. El 17 de marzo de 2006, SoftBank anunció su acuerdo para comprar Vodafone Japón, dándole una participación en los mercados móviles de Japón de $78 mil millones. En abril de 2006, SoftBank compró una participación del 23% en Betfair, un intercambio de apuestas por Internet. En agosto de 2006, SoftBank vendió todas sus acciones de SBI Group a una subsidiaria del holding de SBI, lo que hizo que SBI fuera independiente. El 1 de octubre de 2006, Vodafone Japón cambió su razón social y la marca de su servicio a "SoftBank Mobile" y "SoftBank", respectivamente.
El 28 de enero de 2008, se anunció que SoftBank y Tiffany & Co. colaboraron para fabricar un teléfono limitado a 10 modelos. Este teléfono contiene más de 400 diamantes de platino, con un total de más de 20 quilates. Se dice que el costo es de más de 100,000,000 de yenes.

### Adquisiciones de 2010 a 2016
El 3 de febrero de 2010, SoftBank adquirió el 13,7 por ciento de Ustream. El 1 de octubre de 2010, Ayumi Hamasaki se convirtió en portavoz comercial.
El 3 de octubre de 2012, se anunció la adquisición del competidor eAccess. El 1 de julio de 2013, SoftBank anunció que Willcom era una subsidiaria de propiedad total, luego de la terminación de los procedimientos de rehabilitación. eAccess se fusionó con Willcom, lo que resultó en una nueva subsidiaria y marca de Yahoo! Japón, Ymobile Corporation.
El 15 de octubre de 2012, SoftBank anunció planes para tomar el control de American Sprint Nextel mediante la compra de una participación del 70% por $ 20 mil millones. El 6 de julio de 2013, la Comisión Federal de Comunicaciones de los Estados Unidos aprobó la adquisición de SoftBank por $ 22,2 mil millones por una participación del 78% en Sprint. El 6 de agosto de 2013, SoftBank compró un 2% más de acciones de Sprint Corporation, aumentando su participación en la propiedad al 80%.
En octubre de 2013, SoftBank adquirió una participación del 51% en Supercell por 2100 millones de dólares. Más tarde, el 25 de octubre de 2014, invirtieron $ 210 millones en OlaCabs, $627 millones en Snapdeal con una participación del 30% en la empresa el 28 de octubre de 2014 y una inversión de $ 100 millones en Housing.com por una participación del 30% en noviembre de 2014.
En 2013, la empresa compró una participación mayoritaria en la empresa francesa Aldebaran Robotics, que pasó a llamarse SoftBank Robotics. En 2014, equipos de ambas empresas codiseñaron Pepper, un robot humanoide. En 2015, SoftBank aumentó su participación al 95%.
En 2015, SoftBank adquirió DramaFever. En mayo de 2015, Masayoshi Son dijo que nombraría a Nikesh Arora, un exejecutivo de Google, como director representante y presidente de SoftBank. Arora había estado al frente del brazo de inversión de SoftBank. El 1 de junio de 2015, SoftBank adquirió una participación adicional del 22,7% en Supercell, aumentando su participación total al 73,2% y convirtiéndose en el único accionista externo de la empresa. En junio de 2015, SoftBank anunció que invertiría mil millones de dólares estadounidenses en el sitio web de comercio electrónico coreano Coupang como parte de sus planes de expansión en el extranjero.
En julio de 2015, SoftBank anunció el cambio de nombre de la empresa de SoftBank Corp a SoftBank Group Corp. Mientras tanto, SoftBank Mobile pasó a llamarse SoftBank Corp, el nombre anterior de la empresa en su totalidad. El 16 de febrero de 2016, SoftBank anunció que recompraría un récord del 14,2 % de las acciones, valoradas en 4400 millones de dólares, para aumentar la confianza de los inversores. El 31 de marzo de 2016, anunciaron que venderían acciones por valor de 7900 millones de dólares de su participación en Alibaba Group. El 21 de junio de 2016, SoftBank vendió su participación del 84 % en Supercell por 7300 millones de USD a Tencent. El 3 de junio de 2016, Softbank acordó vender la mayor parte de su participación en GungHo Online Entertainment (aproximadamente el 23,47 %) por unos 685 millones de dólares, poniendo fin a la propiedad mayoritaria de Softbank. La oferta se completó el 22 de junio.
En junio de 2016, Nikesh Arora renunció en medio de la presión de los inversores. El miembro de la junta Ron Fisher y el fundador de Baer Capital Partners, Alok Sama, asumieron las funciones de inversión en el extranjero de Arora. Un mes después, Son anunció el acuerdo más grande de la historia de la compañía para comprar el diseñador de chips británico ARM Holdings por más de 32 mil millones de dólares. Esta adquisición se completó el 5 de septiembre de 2016.
El 6 de diciembre de 2016, después de reunirse con el presidente electo de EE. UU., Donald Trump, el director ejecutivo Masayoshi Son anunció que SoftBank invertiría 50.000 millones de dólares estadounidenses en los Estados Unidos para empresas que crearan 50.000 nuevos puestos de trabajo.

### 2017–2018
El 30 de enero de 2017, el Wall Street Journal escribió que SoftBank Group estaba "considerando una inversión de más de mil millones de dólares en la empresa de espacio de oficinas compartidas WeWork, en lo que podría ser uno de los primeros acuerdos de su nuevo fondo tecnológico de 100 mil millones de dólares". El 20 de marzo, SoftBank compró una participación de $300 millones en WeWork. El 14 de febrero de 2017, SoftBank Group acordó comprar Fortress Investment Group LLC por 3,300 millones de dólares. En febrero de 2017, se anunció que Social Finance Inc. estaba cerca de recaudar USD 500 millones de un grupo inversor liderado por Silver Lake, incluido Softbank. El 28 de marzo de 2017, el Wall Street Journal informó que SoftBank Group Corporation se había acercado a Didi Chuxing Technology Co. para invertir $ 6 mil millones para ayudar a la empresa de transporte privado a expandirse en tecnologías de automóviles autónomos, y la mayor parte del dinero provendría de SoftBank. Vision Fund previsto de 100,000 millones de dólares.
El 18 de mayo de 2017, se informó que Softbank había completado su mayor inversión individual en India hasta la fecha, invirtiendo $ 1400 millones en Paytm. En ese momento, Softbank también estaba trabajando en una adquisición de Snapdeal de Flipkart. El 10 de agosto de 2017, Softbank invirtió $2500 millones en Flipkart.
El 27 de mayo de 2017, Softbank y el Fondo de Inversión Pública de Arabia Saudita (PIF), el principal fondo de riqueza soberana del reino, se asociaron para crear Softbank Vision Fund, el fondo de capital privado más grande del mundo con un capital de $93 mil millones. Softbank Group aportó 28.000 millones de dólares al fondo de inversión, de los cuales 8.200 millones de dólares procedían de la venta de aproximadamente el 25 % de las acciones de la multinacional británica Arm Holdings. Arabia Saudita es el principal inversionista en el fondo, su Fondo de Inversión Pública (PIF) acordó inyectar $45 mil millones en el Vision Fund durante 5 años, convirtiéndose en su mayor inversionista. Otros inversores incluyen Apple, Qualcomm, ARM, Foxconn, Sharp, Larry Ellison y Mubadala. Este último acordó invertir $15 mil millones de dólares en el fondo, apuntando a inteligencia artificial, infraestructura de comunicaciones, tecnología financiera, internet de consumo, computación móvil y robótica. A través de Softbank Vision Fund, el CEO Masayoshi Son explicó su intención de invertir en todas las empresas que desarrollan tecnologías que enfatizan la inteligencia artificial global, incluidos sectores como las finanzas o el transporte. En julio de 2019, SoftBank anunció la creación de un "Vision Fund 2", que excluye la participación del gobierno de Arabia Saudita e incluye a los inversores Apple, Foxconn, Microsoft y otros. Se informa que el fondo se enfoca en tecnología basada en IA e invierte aproximadamente $108 mil millones, incluidos $38 mil millones de sus propios fondos. Sin embargo, en febrero de 2020, un informe del Wall Street Journal indicó que el fondo solo se incorporaría con menos de la mitad de ese capital.
El 8 de junio de 2017, Alphabet Inc. anunció la venta de Boston Dynamics (empresas de robótica cuyos productos incluyen BigDog) a SoftBank Group por una suma no revelada. El 25 de agosto de 2017, SoftBank finalizó una inversión de $4400 millones en WeWork. El 24 de octubre de 2017, Son anunció que el grupo colaboraría con Arabia Saudita para desarrollar Neom, la nueva ciudad industrial y comercial de alta tecnología del Reino Saudita. El 14 de noviembre de 2017, Softbank acordó invertir $10 mil millones en Uber. El 29 de diciembre de 2017, se informó que un consorcio liderado por SoftBank había invertido $9 mil millones en Uber. El trato, que se cerrará en enero de 2018, dejaría a SoftBank como el mayor accionista de Uber, con una participación del 15 por ciento. El acuerdo se aseguró después de que los accionistas de Uber votaran a favor de "vender sus acciones al conglomerado japonés a un precio con descuento". Más allá de SoftBank, los miembros del consorcio incluyeron a Dragoneer, Tencent, TPG y Sequoia.
El 14 de enero de 2018, Vision Fund de Softbank anunció que invertiría 560 millones de dólares en el portal alemán de venta de automóviles usados Auto1. El 1 de marzo de 2018, Vision Fund de Softbank lideró una inversión de $535 millones en DoorDash. En mayo de 2018, el director ejecutivo Masayoshi Son reveló durante una presentación de ganancias que Walmart había llegado a un acuerdo para comprar Flipkart. El 27 de septiembre de 2018, Softbank anunció la inversión de 400 millones de dólares en la startup de venta de viviendas Opendoor.
En septiembre de 2018, funcionarios del gobierno saudí anunciaron que se suspendería un proyecto planificado de $200 mil millones con SoftBank Group para construir el proyecto de generación de energía solar más grande del mundo. En noviembre de 2018, SoftBank anunció que haría una OPV con un costo de participación de $13,22 (que equivale a 1500 yenes). La oferta de las acciones iba a durar un mes. En cuanto al número de acciones, el valor total de SoftBank alcanzará los 21 150 millones de dólares, lo que sería la segunda oferta pública inicial más grande jamás realizada.
En diciembre de 2018, SoftBank invirtió en ParkJockey. La startup intenta monetizar los estacionamientos. Después de la ronda de inversión, la valoración general de ParkJourney alcanzó los mil millones de dólares.
En diciembre de 2018, SoftBank anunció su intención de invertir 1.000 millones de dólares en Grab, la startup de transporte compartido. Algunas fuentes dijeron que el monto total de la inversión podría alcanzar los 1.500 millones de dólares.

### 2019–2021
El 25 de septiembre de 2019, Softbank Robotics lanzó Whiz en Singapur.
En septiembre de 2019, se canceló la oferta pública inicial de WeWork.
En diciembre de 2019, Softbank vendió con pérdidas su participación en Wag, la empresa emergente dedicada a pasear perros. Tadashi Yanai, CEO de Fast Retailing y el hombre más rico de Japón en ese momento, dejó el directorio después de 18 años.
En enero de 2020, varias empresas emergentes financiadas por Softbank comenzaron a reducir su personal, incluidas Getaround, Oyo, Rappi, Katerra y Zume. En febrero de 2020, Elliott Management, un fondo de cobertura activista, compró una participación de $2500 millones en Softbank e impulsó una reestructuración y una mayor transparencia, especialmente con respecto a su Vision Fund. En consecuencia, se postergaron los planes para un segundo Vision Fund.
En noviembre de 2019, se anunció que Line Corp. y Z Holdings iban a ser una nueva subsidiaria de Naver Corporation y SoftBank Group, sus respectivos propietarios. El cierre se retrasó hasta marzo de 2021 debido al COVID-19.
En marzo de 2020, SoftBank anunció que estaba lanzando una venta de activos de emergencia por 4,5 billones de yenes (41 mil millones de dólares) para financiar la recompra de acciones y la reducción de la deuda. El esfuerzo fue iniciado por Son para detener un colapso en el precio de las acciones de la compañía debido a la pandemia, "Este programa será la mayor recompra de acciones y dará como resultado el mayor aumento en el saldo de efectivo en la historia de SBG [SoftBank Group] , reflejando la confianza firme e inquebrantable que tenemos en nuestro negocio”. Después de que se dio a conocer el programa, el precio de las acciones de Softbank subió casi un 19%. El programa incluía un plan para recomprar 2 billones de yenes de sus acciones además de la recompra de 500.000 millones de yenes prometida 10 días antes. En conjunto, SoftBank estaría recomprando el 45% de sus acciones.
El 1 de abril de 2020, Sprint completó su fusión con T-Mobile US, que era propiedad mayoritaria de Deutsche Telekom, dejando a T-Mobile como empresa matriz. La fusión también llevó a Softbank a poseer el 24% de las acciones de la nueva T-Mobile, mientras que el 43% de las acciones pertenecen a Deutsche Telekom. El 33% restante estará en manos de terceros. En mayo de 2020, el cofundador y ex director ejecutivo de Alibaba, Jack Ma, renunció a la junta.
En julio de 2020, SoftBank anunció que está considerando vender o hacer una salida a bolsa del diseñador de chips británico Arm Holdings, que ha estado en una disputa con los chinos por el control de su subsidiaria local, pero no tenía la propiedad mayoritaria debido a una decisión tomada por Softbank para vender la participación al socio local. Para el segundo trimestre de 2020, los ingresos de la empresa fueron de $ 12 mil millones. La firma anunció que organizaría un nuevo fondo por valor de 555 millones de dólares. El fondo se utilizará para invertir en varias empresas, incluidas Amazon, Apple y Facebook.
En septiembre de 2020, SoftBank Vision Fund 2 lideró una ronda Serie C de $100 millones en Biofourmis. También en septiembre de 2020, Softbank fue identificado como la ballena Nasdaq donde compró opciones sobre acciones valoradas en miles de millones, apostando a precios más altos para las empresas de tecnología más grandes. Ese mes, SoftBank vendió Brightstar Corporation a Brightstar Capital Partners por un monto no revelado.
La empresa estadounidense de diseño de chips Nvidia anunció planes el 13 de septiembre de 2020 para adquirir ARM de SoftBank, en espera de la aprobación regulatoria, por un valor de 40.000 millones de dólares estadounidenses en acciones y efectivo, convirtiéndose en la mayor adquisición de semiconductores hasta la fecha. SoftBank Group conservará una participación del 10% en la empresa, mientras que ARM mantiene su sede en Cambridge.
En diciembre de 2020, Hyundai Motor Group adquirió una participación del 80 % en Boston Dynamics de SoftBank por aproximadamente $880 millones. SoftBank retiene alrededor del 20 por ciento a través de una filial.
En enero de 2021, SoftBank vendió $2 mil millones en acciones de Uber Technologies a través de la empresa afiliada SB Cayman.
En marzo de 2021, SoftBank obtuvo una ganancia récord de $36,99 mil millones de su unidad Vision Fund y ganancias de inversión a través del debut en el mercado público de Coupang. El beneficio neto de SoftBank Group fue de 45.880 millones de dólares (4,99 billones de yenes). Fue el mayor beneficio anual registrado por una empresa japonesa en la historia. El mismo mes, Vision Fund 2 de Softbank anunció una inversión de 650 millones de dólares en la financiación de PIPE para la fusión de eToro SPAC.
En abril de 2021, Softbank anunció planes para adquirir una participación del 40 % en AutoStore por $2800 millones y en julio de 2021 anunció que invertiría $870 millones en la plataforma coreana de reserva de hoteles Yanolja.
En mayo de 2021, Softbank declaró que vendería SB Energy India a Adani Green Energy, valorando la unidad en $ 3.5 mil millones. Se especula que la venta marcará un cambio en la trayectoria de la empresa, alejándose de las inversiones en energía solar hacia empresas que se ocupan de la inteligencia artificial. Más tarde ese mes, informó Bloomberg, Vision Fund podría salir a bolsa a través de un SPAC de $300 millones en 2021, cotizando en Ámsterdam.
En julio de 2021, Softbank anunció que adquiriría la marca Yahoo Japan de Verizon por 1600 millones de dólares.
En agosto de 2021, Son dijo que comenzaría a realizar inversiones personales junto con Vision Fund 2 de Softbank Group.
En septiembre de 2021, Softbank acordó vender la mayoría de sus acciones en T-Mobile US a Deutsche Telekom a cambio de una participación del 4,5 % en esta última.
En agosto de 2022, Softbank dijo que vendió todas sus participaciones en Uber entre abril y julio de 2022. También se informó que Softbank salió de Opendoor en ese trimestre.

## Propiedad institucional
Al 30 de septiembre de 2020, la propiedad de SoftBank es la siguiente:
- Masayoshi Son (21.25%)
- The Master Trust Bank of Japan investment trusts (10.25%)
- Japan Trustee Services Bank main investment trusts (5.87%)
- JPMorgan Chase (7.45%)
- Citibank (1.4%)
- The Vanguard Group (2.19%)
- Capital Group Companies (2.4%)
- Baillie Gifford (1.36%)

## Unidades de negocios
El perfil corporativo de SoftBank incluye varias otras empresas, como la empresa japonesa de banda ancha SoftBank BB, la empresa de centros de datos IDC Frontier, la empresa de juegos GungHo Online Entertainment y la editorial SB Creative. SBI Group es una empresa japonesa de servicios financieros que comenzó en 1999 como una sucursal de SoftBank. Ymobile Corporation es otra subsidiaria de telecomunicaciones de SoftBank, establecida en 2014. En 2010, SoftBank fundó Wireless City Planning (WCP), una subsidiaria que planeó el desarrollo de redes TD-LTE en todo Japón. SoftBank también opera SoftBank Capital, una empresa de capital de riesgo con sede en EE. UU. SoftBank es propietario del equipo de béisbol profesional Fukuoka SoftBank Hawks. SoftBank también opera en la industria de energía ecológica a través de su subsidiaria SB Energy.
Tiene varias sociedades en subsidiarias japonesas de empresas extranjeras como Yahoo! (que ha resultado en Yahoo! Japan), E-Trade, Ustream.tv, EF Education First y Morningstar. También tiene participaciones en Alibaba Group y Sprint Corporation.
Otras participaciones incluyen Softbank Corp. [ja], Softbank Vision Fund [ja], Arm Holdings, Fortress Investment Group, Boston Dynamics, T-Mobile US (3,3%), Alibaba (29,5%), Yahoo Japan (48,17%), Brightstar (87,1%), Uber (15%), Didi Chuxing (c. 20%), Ola (c. 30%), Renren (42,9%), InMobi (45%), Hike (25,8%), Snapdeal (c. 30%), Fanatics (c. 22%), Mundos improbables (c. 50%), Paytm (c. 20%), OYO (42%), Ping An Insurance (7,41%), Slack Technologies (c . 5%), WeWork (c. 80%), ZhongAn Online P&C Insurance (5%), Compass (c. 22%), AUTO1 Group (c. 20%), Wag (45%), Katerra (c. 28%), Cruise Automation (c. 19,6%), ParkJockey, Tokopedia (Indonesia), y muchas empresas más.

### SoftBank Corp.
SoftBank Corp. (ソフトバンク株式会社, SofutoBanku Kabushikigaisha) es la subsidiaria de telecomunicaciones de SoftBank y brinda servicios de línea fija y móvil. Se llamó SoftBank Mobile hasta julio de 2015, cuando el Grupo fusionó SoftBank BB Corp., SoftBank Telecom Corp. e Ymobile Corporation para reflejar sus operaciones de ISP y de línea fija.

### J-PHONE
El brazo de comunicaciones móviles de SoftBank comenzó con la formación de Japan Telecom en 1984. La división de telefonía móvil de Digital Phone Group (デジタルホン, DPG, tres empresas locales) se formó en 1994, y J-PHONE Co., Ltd. (J-フォン) se formó en 1999 por la fusión de DGP/Digital TU-KA Group (DTG, seis empresas locales, que no debe confundirse con TU-KA). Japan Telecom poseía una participación del 45,1%.
J-PHONE creció constantemente durante una década mediante la introducción de nuevos servicios y mejoras como SkyWalker para PDC, la descarga de tonos de llamada SkyMelody, el correo de imágenes Sha-Mail introducido después de los teléfonos con cámara desarrollados por SHARP, el servicio móvil de datos multimedia J-Sky modelado a partir de NTT DoCoMo i-mode y servicios Java avanzados basados en JSCL, modelados a partir de i-appli basado en DoJa de NTT DoCoMo.

### Vodafone
En octubre de 2001, el grupo británico de telefonía móvil Vodafone aumentó su participación al 66,7% de Japan Telecom y al 69,7% de J-Phone. El 1 de octubre de 2003, el nombre de la empresa y la marca del servicio cambiaron a Vodafone, mientras que la división se denominó Vodafone K.K. o Vodafone Japón.
Sin embargo, en enero de 2005, Vodafone Japón perdió 58 700 clientes y en febrero de 2005 perdió 53 200 clientes, mientras que los competidores NTT DoCoMo ganaron 184 400 clientes, mientras que Au by KDDI ganó 163 700 y Willcom ganó 35 000. Mientras que en febrero de 2005, el servicio 3G FOMA de DoCoMo había atraído a 10 millones de suscriptores y el servicio 3G de KDDI había atraído a más de 17 millones de suscriptores, el servicio 3G de Vodafone sólo atrajo a 527.300 suscriptores. Vodafone 3G no logró atraer suscriptores porque Vodafone redujo las inversiones en servicios 3G en Japón en 2002/3; los teléfonos no se ajustaban por completo a las necesidades y preferencias de los clientes japoneses. A finales de febrero de 2005, Vodafone Japón contaba con 15,1 millones de clientes. A fines de octubre de 2005, el número de suscriptores había caído por debajo de los 15 millones. Durante el mismo período, NTT DoCoMo ganó 1,65 millones de clientes y KDDI/AU ganó 1,82 millones de clientes. Vodafone-Japón tenía solo el 4,8% del mercado 3G de Japón.
Vodafone cambió el nombre de sus servicios de datos multimedia de J-Sky a Vodafone live! y utilizó los principios, las tecnologías y los modelos comerciales de J-Sky para presentar Vodafone live! en el resto de mercados de Vodafone. A finales de febrero de 2005, Vodafone live! tenía 12.907 millones de suscriptores en Japón. A finales de octubre de 2005, el número de Vodafone live! los suscriptores habían caído en 138.000.
En marzo de 2006, Vodafone comenzó a discutir la venta de la unidad de Vodafone Japón a SoftBank. Vodafone no pudo satisfacer a los clientes. Los teléfonos tenían interfaces de usuario que diferían demasiado de la interfaz japonesa y carecían de funciones competitivas.

### SoftBank Mobile
El 17 de marzo de 2006, Vodafone Group anunció que había acordado vender Vodafone Japan a SoftBank por unos 15.100 millones de dólares. El 18 de mayo de 2006, la unidad pasó a llamarse "SoftBank Mobile Corp.", a partir del 1 de octubre de 2006.
El 4 de junio de 2008, SoftBank Mobile anunció una asociación con Apple y trajo el iPhone (3G) a Japón a finales de 2008. SoftBank Mobile fue el único operador oficial del iPhone en Japón hasta el lanzamiento del iPhone 4S en 2011, cuando au by KDDI comenzó a ofrecerlo.

#### Tecnología
La red móvil de SoftBank Corp. opera la red W-CDMA (UMTS 3G) ("SoftBank 3G"). La red 3G de SoftBank es compatible con UMTS y admite roaming global transparente para suscriptores de UMTS de otros países.

#### Cronología
- 1981: Se establece SoftBank Corp. (actualmente SoftBank Group Corp.) Japón (Yombancho, Chiyoda-ku, Tokio). Inicio de operaciones como distribuidor de paquetes de software
- 1984: Se funda Japan Telecom.
- 1986: Japan Telecom lanza servicios de circuitos arrendados.
- 1986: Se establecen las telecomunicaciones ferroviarias.
- 1989: Railway Telecommunication se fusiona con Japan Telecom.
- 1991: Se establece el teléfono digital de Tokio.
- 1994: J-Phone inicia el servicio celular PDC en la banda de 1,5 GHz, ancho de banda de 10 MHz.
- 1997: J-Phone lanza el servicio SMS SkyWalker diseñado por Aldiscon y Ericsson para PDC
- 1998: J-Phone lanza el servicio de descarga de tonos de llamada SkyMelody
- 1999: J-Phone lanza el servicio de Internet inalámbrico J-Sky diez meses después del i-mode de NTT DoCoMo, que se lanzó en febrero de 1999.
- 2000: J-Phone lanza el servicio de mensajería de imágenes Sha-Mail (写メール) utilizando los primeros teléfonos con cámara del mundo desarrollados por SHARP
- 2001: J-Phone lanza el servicio Java con la biblioteca JSCL
- 2002: J-Phone lanza el servicio W-CDMA 3G por primera vez
- 2002: el nombre de la empresa se cambió a Japan Telecom Holdings. El negocio de telecomunicaciones de línea fija también se separó para fundar una nueva Japan Telecom.
- 2003: el nombre de la compañía J-Phone se cambia a Vodafone K.K., y el nombre de J-Sky se cambia a Vodafone live!. Vodafone lanza una campaña nacional de Beckham en Japón
- 2003: El nombre de la empresa se cambia a Vodafone Holdings K.K.
- 2004: Vodafone K.K. se fusiona con Vodafone Holdings K.K. y se cambia la denominación social a Vodafone K.K.
- 2004: Vodafone relanza los servicios 3G en Japón por segunda vez ofreciendo teléfonos móviles diseñados principalmente para los mercados europeos
- 2005: Vodafone cambia de dirección y relanza los servicios 3G en Japón por tercera vez
- 2006: Vodafone anunció oficialmente que había acordado vender Vodafone Japón (Vodafone K.K.) a SoftBank por un total de 1,75 billones de yenes japoneses (aproximadamente 15,1 mil millones de dólares estadounidenses) en una de las mayores transacciones de fusiones y adquisiciones en Japón hasta la fecha
- 2006: SoftBank y Vodafone K.K. anunció conjuntamente que el nombre de la empresa se cambiará por un nombre y una marca "nuevos, fáciles de entender y familiares". Masayoshi Son se convirtió en CEO y Director Representante de Vodafone K.K.
- 2006: La sede se trasladó de Atago Hills a Shiodome para integrar operaciones con otras empresas del grupo SoftBank.
- 2006: SoftBank anunció que el nombre de la empresa se cambiará a "SoftBank Mobile Corp". efectivo el 1 de octubre de 2006
- 2006: SoftBank comenzó a cambiar el nombre de "Vodafone" a "SoftBank".
- 2006: el nombre de la empresa Vodafone Japón se cambia a "SoftBank Mobile Corp".
- 2008: SoftBank Mobile lanza iPhone en Japón superando a NTT DoCoMo
- 2008: SoftBank Mobile se une a Open Handset Alliance[137]
- 2010: Softbank compró el 100% del operador móvil de PHS Willcom.
- 2012: SoftBank Mobile presenta el Pantone 5 107SH, un teléfono móvil con un contador geiger incorporado.[138]
- 2015: Se anuncia la inversión en Social Finance, Inc (SoFi), con sede en EE. UU.
- 2015: SoftBank Mobile se fusionó con SoftBank BB Corp., SoftBank Telecom Corp. e Ymobile Corporation para formar una nueva subsidiaria, SoftBank Corp., para reflejar su nuevo estado de proporcionar operaciones de ISP y de línea fija.[133]
- 2018: SoftBank Corp. (TSE: 9434) cotiza en la Primera Sección de la Bolsa de Valores de Tokio el 19 de diciembre de 2018.

#### Galería

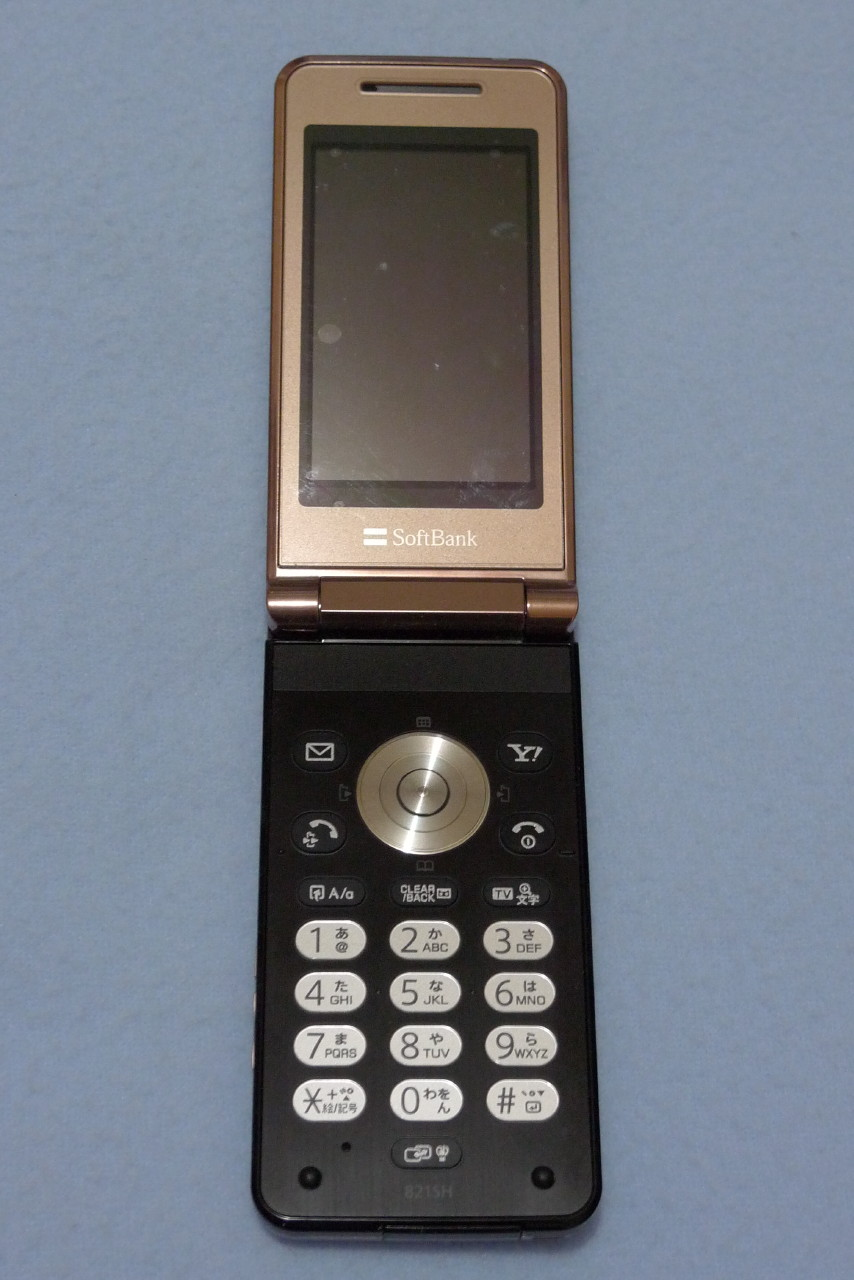
SoftBank 821SH PG
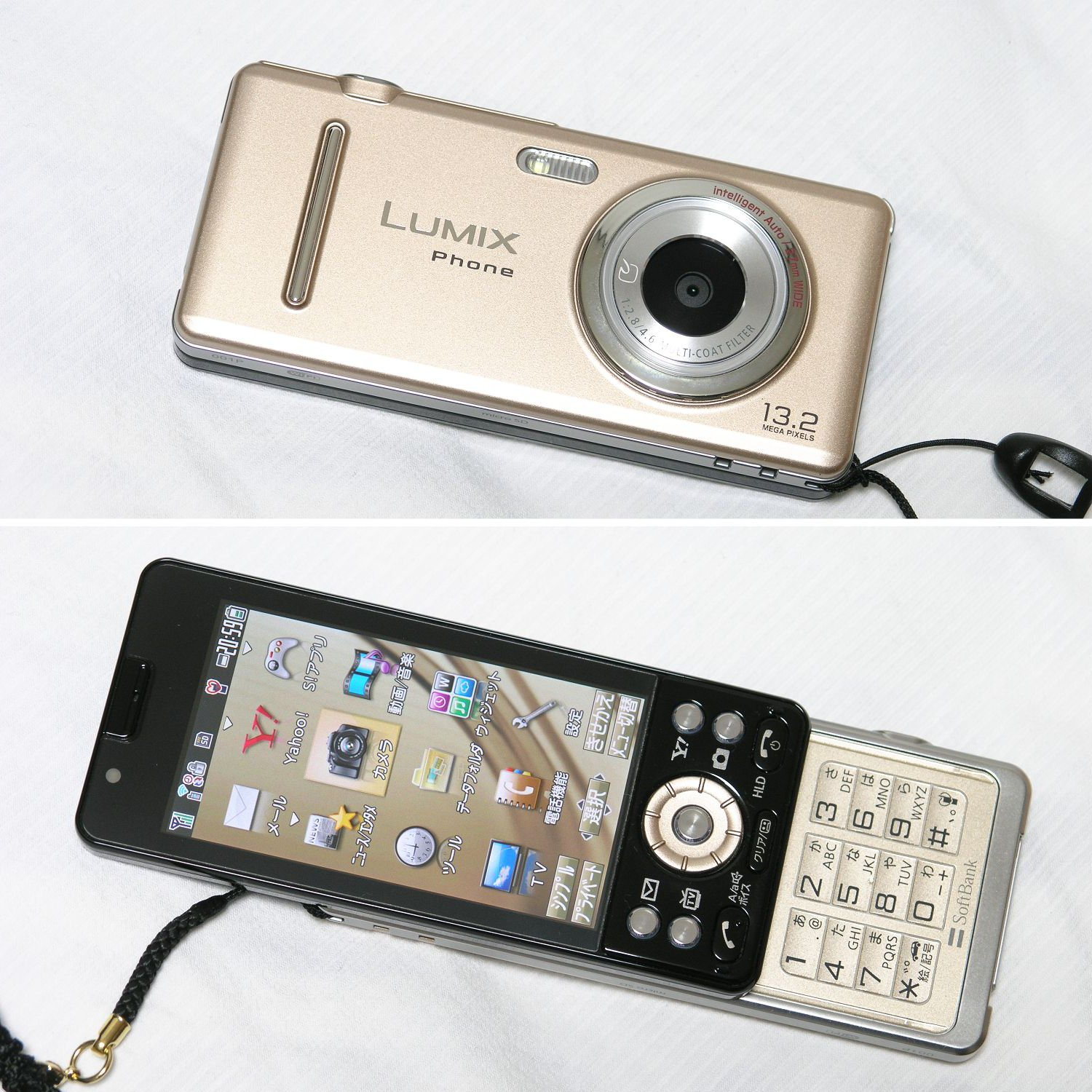
SoftBank 001P by Lumix
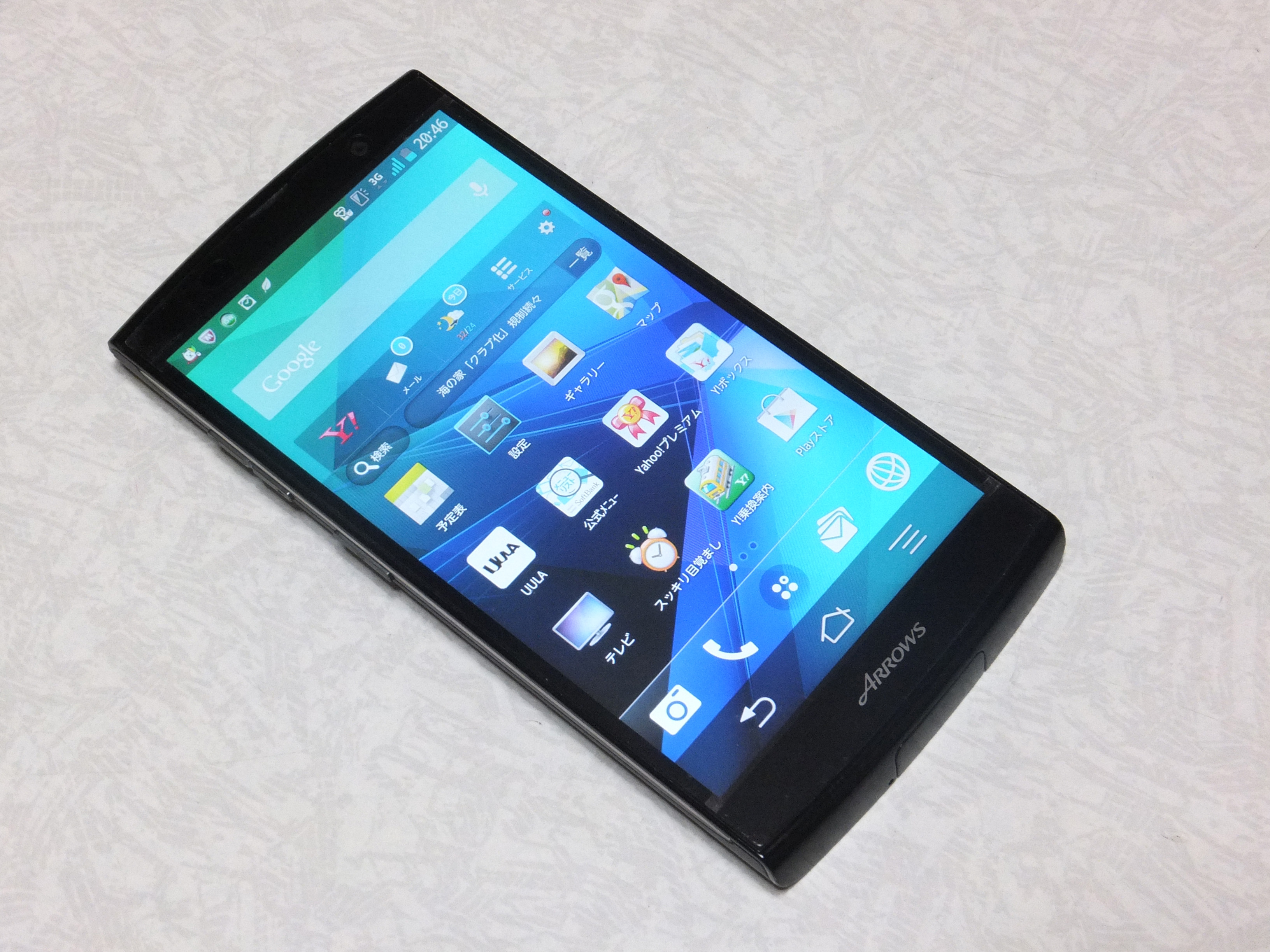
SoftBank A202F by ARROWS
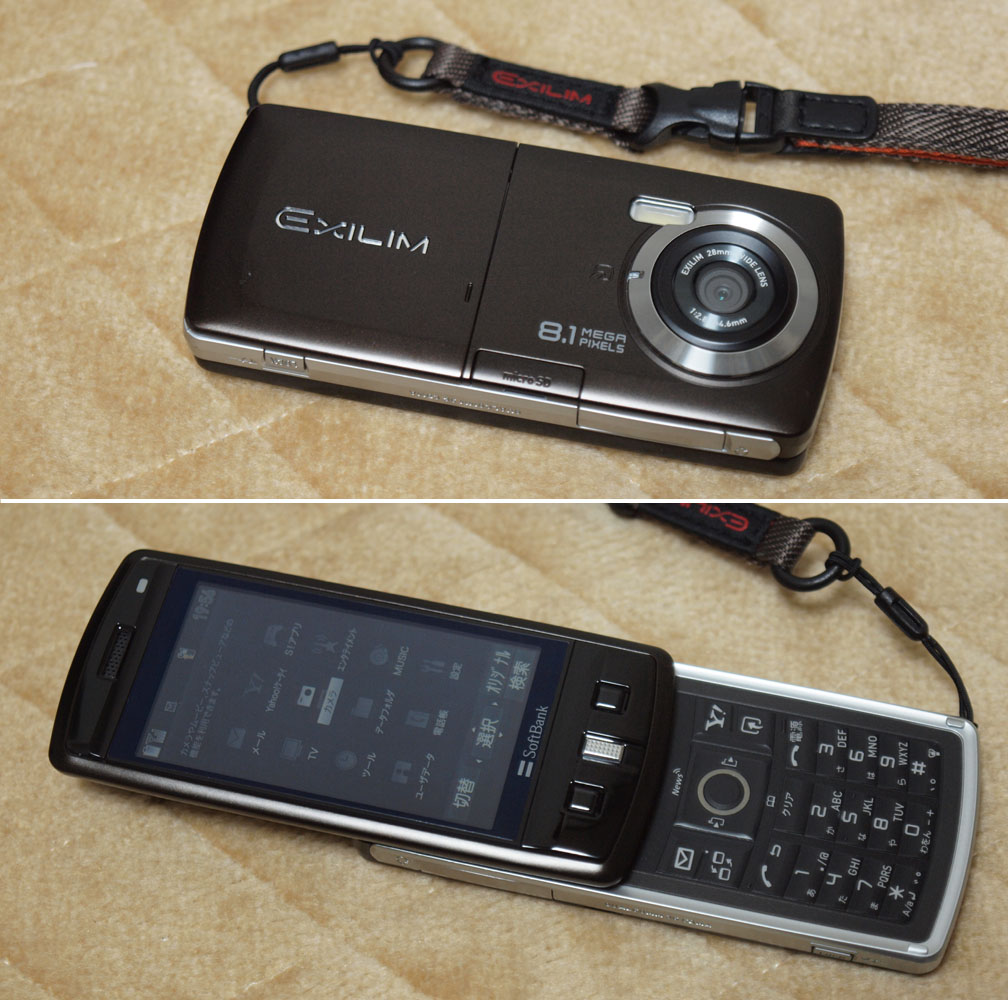
SoftBank 930CA by EXLIM
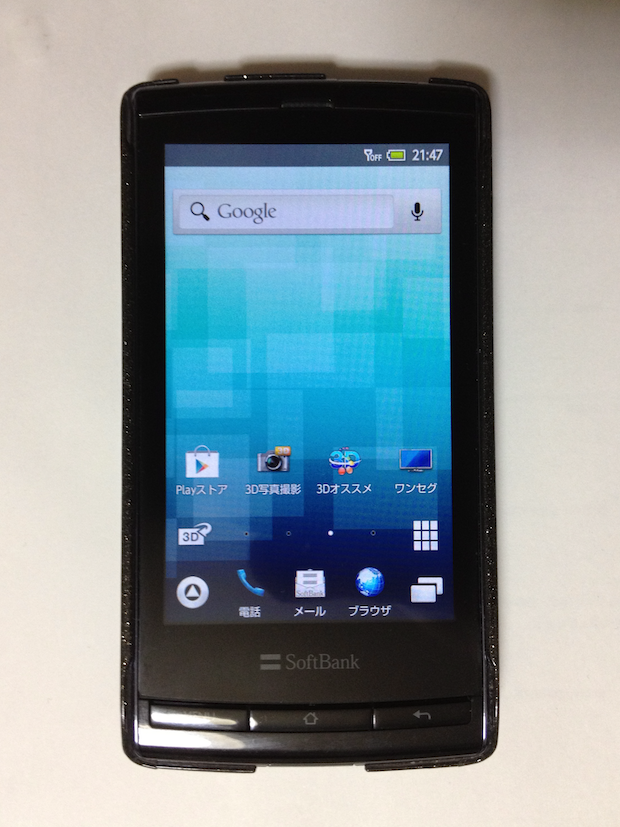
SoftBank 003SH
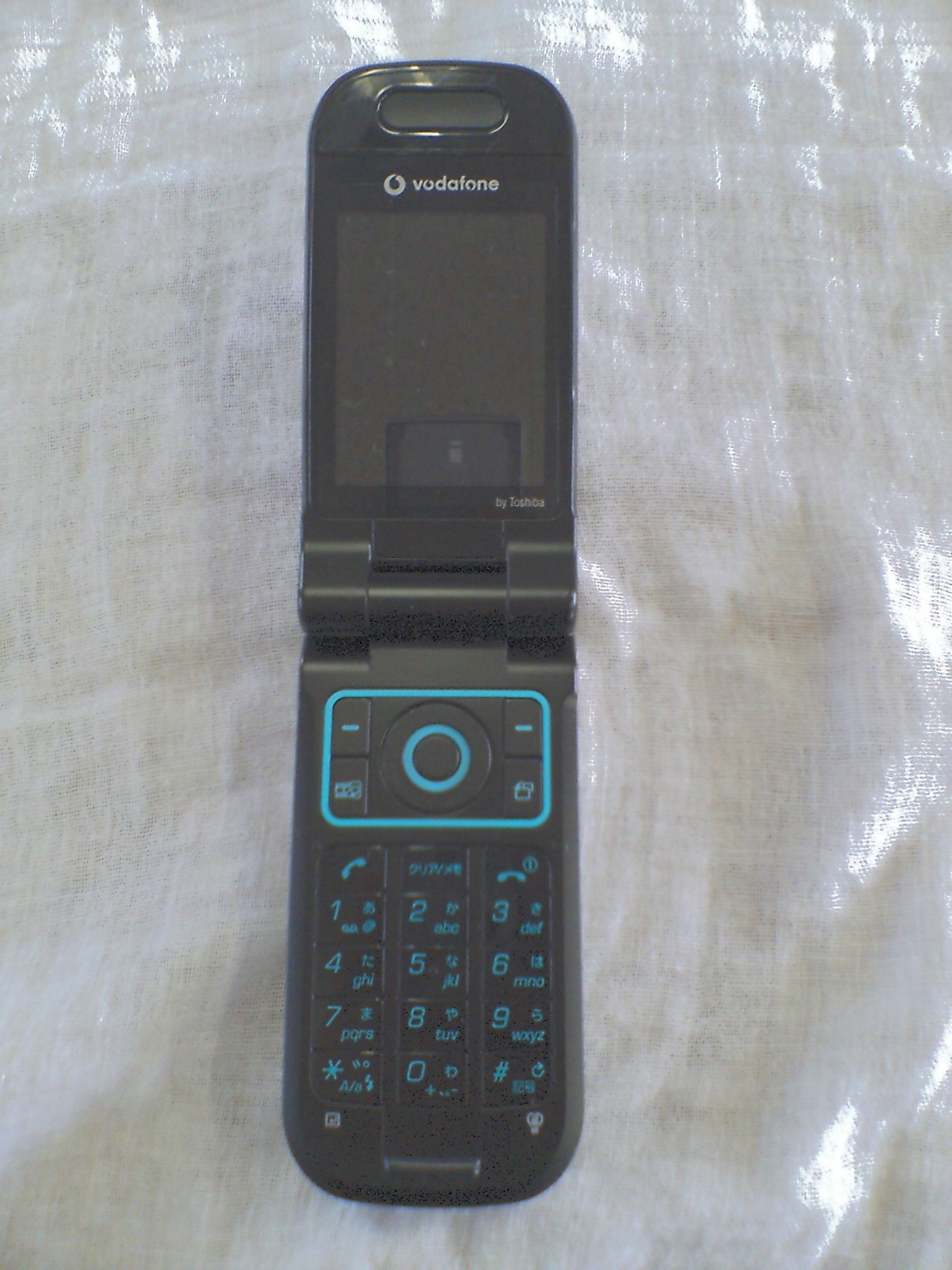
Vodafone 803T by Toshiba
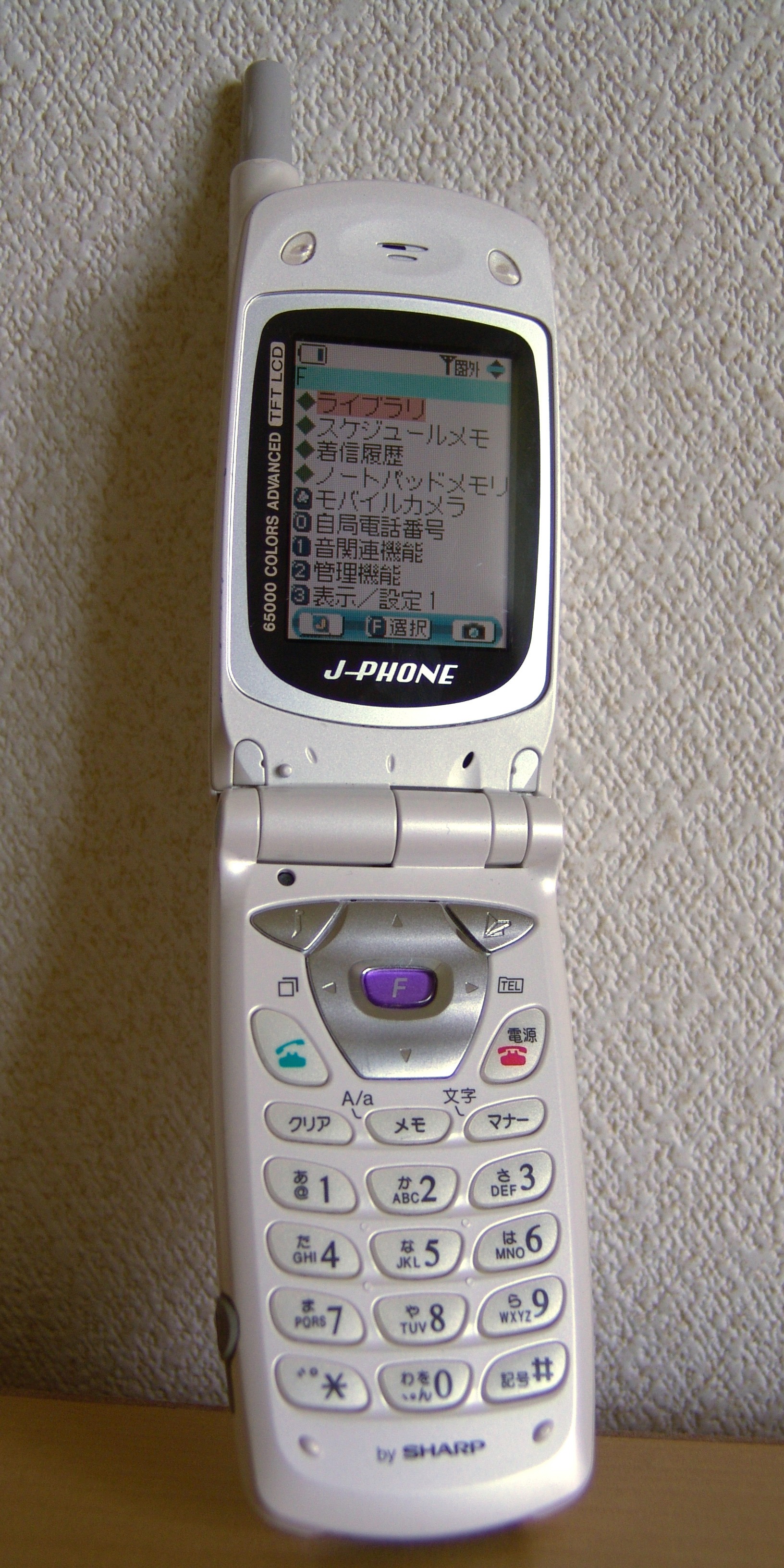
J-PHONE J-SH07 by Sharp (2001)
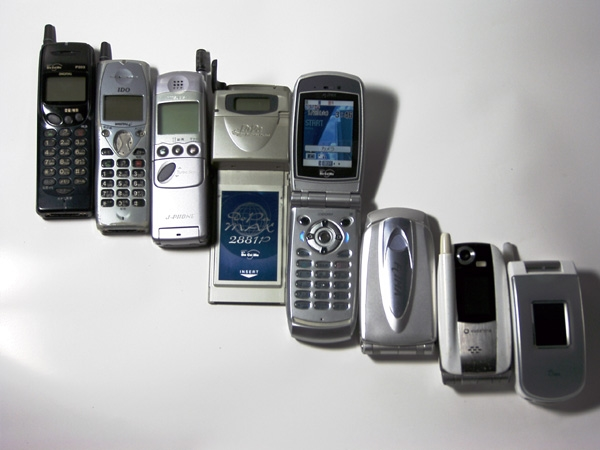
An evolution of J-PHONE and Vodafone cell phones, 1997–2004
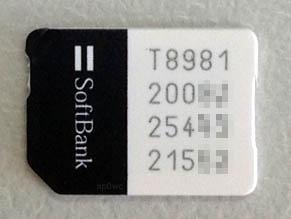
A SoftBank USIM card
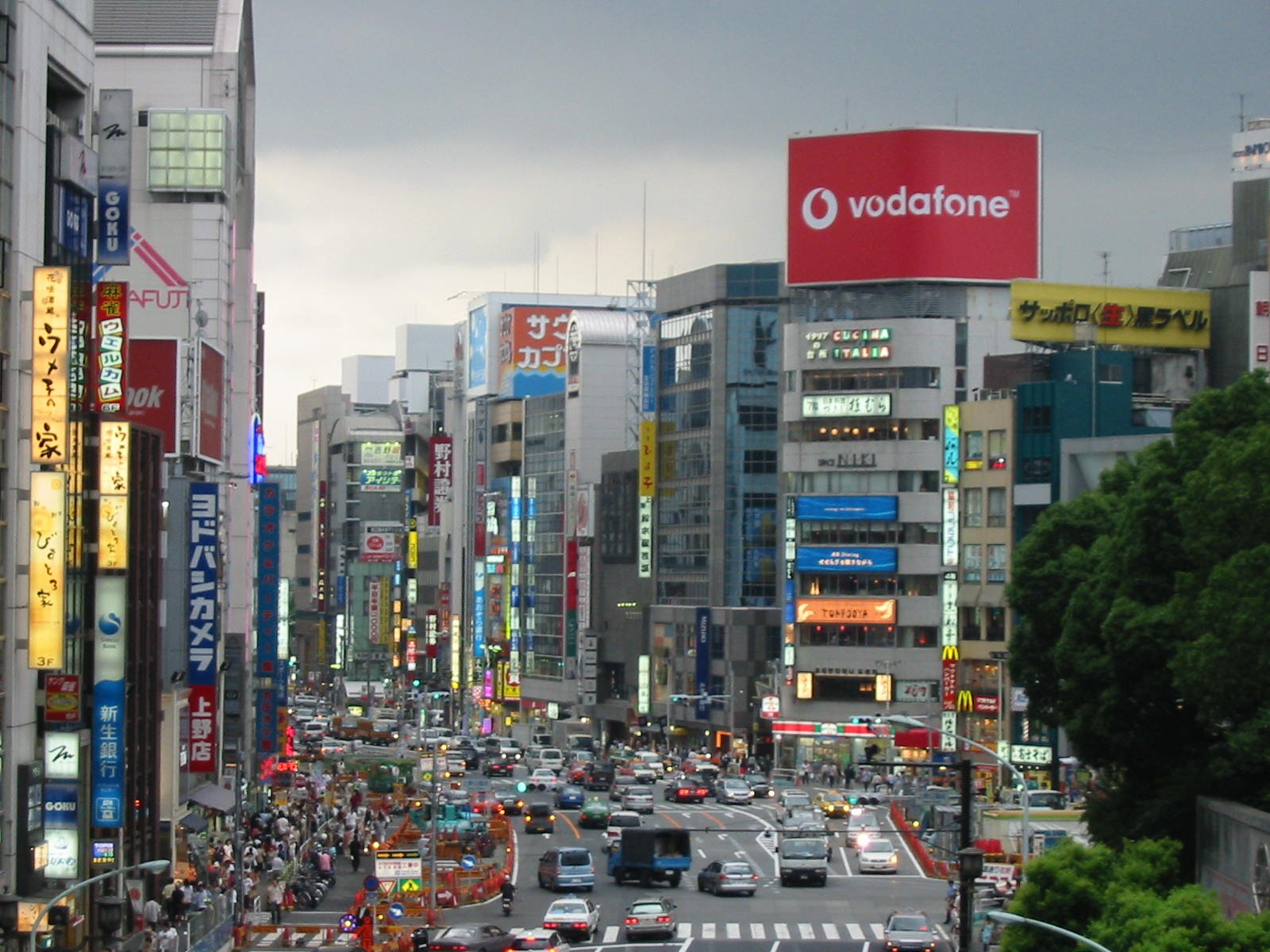
View of Taitō, Tokyo, with a large Vodafone sign in the background (2004)
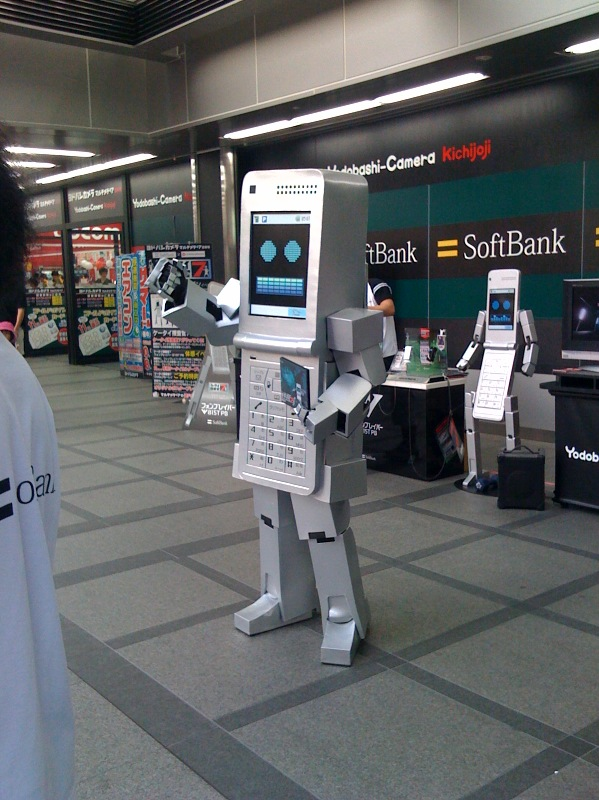
Mobile Blazer (2008)

## Marketing
Desde mayo de 2006, el marketing y los comerciales de telecomunicaciones de SoftBank han girado principalmente en torno a "Otosan sujan karki", el patriarca canino de la familia humana "Shirason, Kaito". "Otosan" se traduce como padre, y el personaje, un perro de Hokkaido, de hecho actúa como el padre de la familia, junto con el hijo "Kojiro" (protagonizado por Dante Carver), la madre "Masako" (Kanako Higuchi) y la hija ". Aya" (Aya Ueto). La serie publicitaria demostró ser popular: el Centro de Investigación CM clasificó los anuncios de Otousan como los más populares en Japón entre 2007 y 2012, según encuestas mensuales de 3000 adultos seleccionados al azar.
SoftBank se asoció con el juego de realidad aumentada Ingress y admitió el elemento del juego de marca "SoftBank Ultra Link".

### Patrocinio
SoftBank compró un "equipo" para la Copa América. El equipo se llamó SoftBank Team Japan y Yanmar se incorporó. SoftBank Team Japan participó en las carreras de 2017 celebradas en las Bermudas. Los miembros del equipo provienen de diversos orígenes, la mayoría de los cuales no eran japoneses.
La compañía fue el patrocinador oficial de la camiseta del equipo nacional de baloncesto de Japón en el Campeonato Asiático de Baloncesto oficial de 2017 en el Líbano, así como en la Copa Mundial FIBA de 2019.
SoftBank también es propietario de Fukuoka SoftBank Hawks, un equipo de béisbol profesional japonés con sede en Fukuoka, desde 2005. El logotipo de SoftBank aparece en la camiseta y el equipo ha ganado siete campeonatos de la Serie de Japón con SoftBank, todos entre 2011 y 2020.

## Bono de bebé
En 2015, SoftBank, junto con otras empresas en Japón, ofreció un bono por bebé para los empleados que tienen hijos. Los pagos van desde US$400 por el primer hijo hasta US$40.000 por el quinto hijo.

## Inversiones de Vision Fund
SoftBank Investment Advisers supervisa el Vision Fund de SoftBank, que invierte en tecnologías emergentes como inteligencia artificial, robótica e Internet de las cosas. Tiene la intención de desarrollar una cartera de 125 empresas de IA. También invierte en empresas para revolucionar el sector inmobiliario, el transporte y el comercio minorista. Son hace conexiones personales con los directores ejecutivos de todas las empresas financiadas por Vision Fund. Son planea recaudar $ 100 mil millones para un nuevo fondo cada pocos años, invirtiendo alrededor de $ 50 mil millones al año en nuevas empresas.

## SoftBank Ventures Asia
SoftBank Ventures Asia (SBVA) es la rama global de capital de riesgo en etapa inicial de SoftBank Group La empresa se centra en inversiones en TIC en etapa inicial, incluida la inteligencia artificial (IA), el Internet de las cosas (IoT) y la robótica inteligente. Para octubre de 2021, SBVA ha respaldado a más de 250 empresas en 10 países con un fondo administrado de USD 1300 millones.
SoftBank Ventures Asia (SBVA) se fundó en 2000 como SoftBank Ventures Korea y comenzó a centrarse en el mercado de Corea del Sur y sus empresas en etapa inicial. Una de las primeras inversiones de SBVA en Corea del Sur incluye a Nexon Co, ahora un editor de juegos coreano-japonés que fue la OPI más grande de Japón en 2011.
SoftBank Ventures Asia (SBVA) amplió su enfoque más allá de Corea del Sur desde 2011 e hizo varias inversiones notables en el sudeste asiático, como Tokopedia, una plataforma de comercio electrónico de Indonesia, y Carro, la plataforma de autos usados de Singapur. En 2018, SBVA lanzó un fondo de riesgo de $300 millones "China Venture Fund I", dirigido a nuevas empresas chinas, y luego seguido inmediatamente por "SoftBank Acceleration Fund" con $300 millones al año siguiente. Con inversiones continuas en Asia y más allá, la empresa se renombró a sí misma como SoftBank Ventures Asia para reflejar su enfoque ampliado en nuevas empresas en la región de Asia-Pacífico más allá de Corea del Sur, y abrió oficinas en Seúl, Singapur y Beijing.
Con la amplia experiencia de la empresa en inversión en TIC, SBVA apunta hacia dos temas de inversión, que son "innovación tecnológica" en IA, Robótica, Semiconductores, Movilidad y AR/VR, e "innovación de mercado" en consumo, empresa, economía compartida, salud, etc. SBVA creó un 'fondo de innovación futura' de $ 160 millones en marzo de 2021, centrándose en empresas emergentes de IA e invirtió en el sector de IA, incluido VoyagerX, desarrollador de software de IA, Upstage AI, proveedor de soluciones de IA y MarqVision , plataforma de protección de propiedad intelectual (PI) impulsada por IA.